# Phyllonorycter penangensis
Phyllonorycter penangensis är en fjärilsart som beskrevs av Tosio Kumata 1993. Phyllonorycter penangensis ingår i släktet guldmalar, och familjen styltmalar. Inga underarter finns listade i Catalogue of Life.